# Lev Mikhailovich Dovator

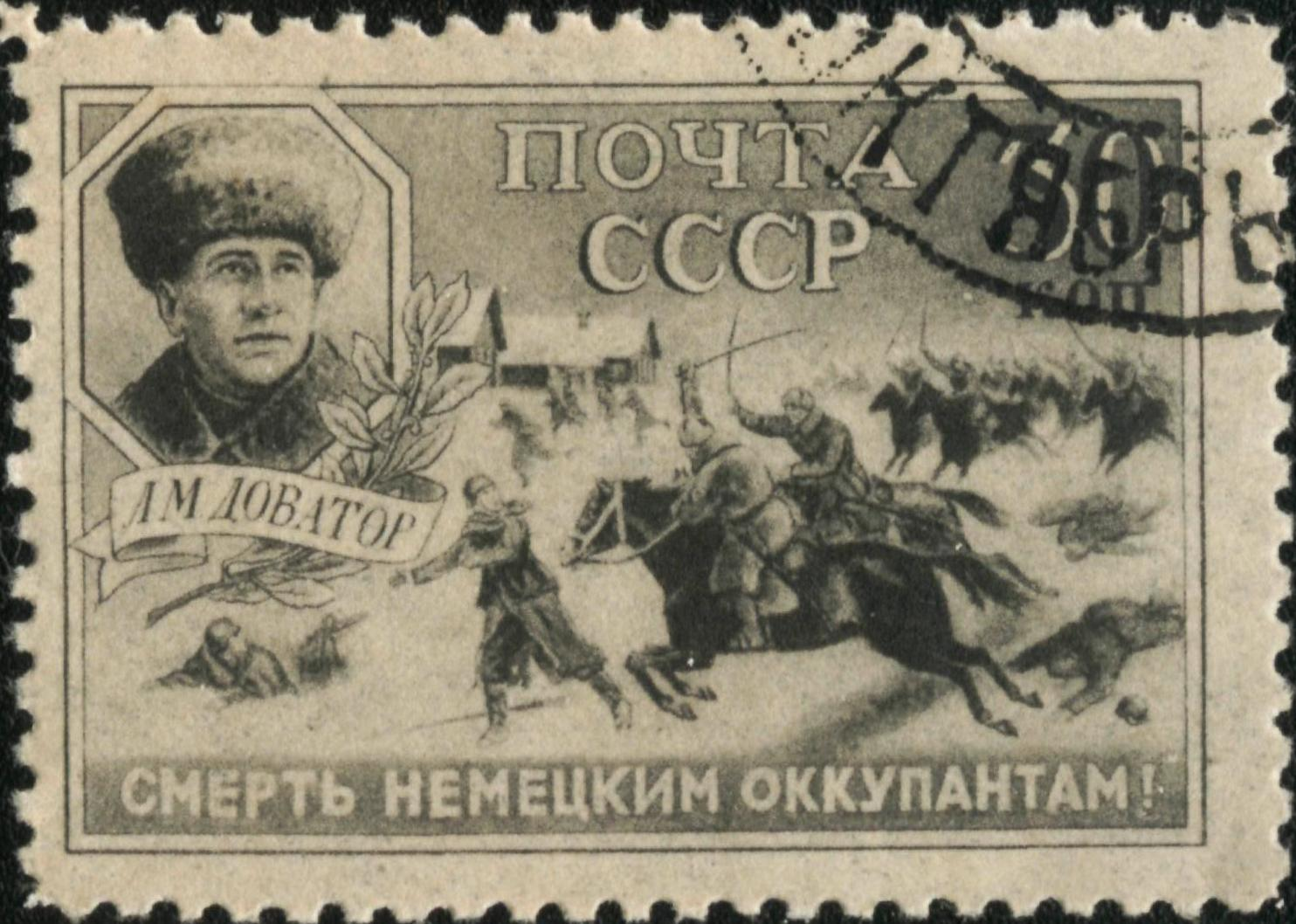
Chân dung Lev Dovator (trên bên trái) trên con tem Liên Xô xuất bản trong chiến tranh. Dòng chữ có nội dung "Cái chết cho quân xâm lược Đức!"

Lev Mikhailovich Dovator (tiếng Nga: Лев Михайлович Доватор; 20 tháng 2 [lịch cũ 7 tháng 2] năm 1903 - 19 tháng 12 năm 1941) là một tướng lĩnh kỵ binh nổi tiếng của Hồng quân Liên Xô, người đã hy sinh trong Chiến tranh Vệ quốc vĩ đại và được truy tặng danh hiệu Anh hùng Liên Xô.

## Cuộc đời
Dovator sinh năm 1903, xuất thân trong một gia đình nông dân người Belarus gốc Do Thái. Thuở nhỏ, ông theo học và tốt nghiệp một trường tiểu học Do Thái trong vùng. Năm 1918, các trường trung học ba năm được thành lập; Lev Dovator vào một ngôi trường như vậy ở làng Ulla và tốt nghiệp năm 1921.
Tuổi trưởng thành, Dovator làm việc tại một nhà máy kéo sợi lanh ở Vitebsk. Năm 1922, ông được bầu làm bí thư đoàn ủy ban Komsomol của Khotyn volost. Ông tốt nghiệp Trường Đảng một năm ở Vitebsk vào năm 1923.
Năm 1924, Dovator gia nhập Hồng quân và trở thành sĩ quan sau khi tốt nghiệp trường kỵ binh và học viện quân sự. Năm 1926, ông theo học tại Trường chỉ huy kỵ binh Borisoglebsk-Leningrad, tốt nghiệp năm 1929 để trở thành trung đội trưởng của trung đoàn kỵ binh 27, Sư đoàn kỵ binh 5. Tháng 10 năm 1933, ông được bổ nhiệm làm Chính ủy Trung đoàn Kỵ binh 1 thuộc Sư đoàn Kỵ binh 1. Từ tháng 5 năm 1935 đến tháng 5 năm 1936, Đại tá Dovator là chính ủy Tiểu đoàn Trinh sát Độc lập thuộc Sư đoàn Súng trường 93. Ông theo học Học viện Quân sự Frunze vào năm 1939, và trong những tháng đầu của cuộc chiến, Dovator làm việc tại Bộ chỉ huy Phương diện quân Tây.(Harrel, 2019) Khi Chiến tranh thế giới thứ hai bùng nổ, ông là Đại tá phụ trách một lữ đoàn kỵ binh Cossack.

## Chiến dịch Barbarossa
Trong những ngày đầu của Chiến tranh Vệ quốc vĩ đại, Đại tá Dovator đang được điều trị tại một bệnh viện ở Moskva, vì vậy ông không thể đến sư đoàn của mình do bị bao vây. Sau khi bình phục, ông được điều động về bộ chỉ huy của Phương diện quân Tây và được bổ nhiệm làm Tham mưu trưởng Sư đoàn kỵ binh 36. Tháng 7 năm 1941, ông được trao tặng Huân chương Cờ đỏ vì sự dũng cảm trong các trận chiến phòng thủ tại ngã ba Solovyo của sông Dnepr. Đại tá Dovator đã tiến hành một cuộc rút lui chiến thuật thành công, vượt qua cây cầu bắc qua sông Dnepr ngay trước khi quân Đức chiếm được nó.
Tháng 8 năm 1941, ông được trao quyền chỉ huy cụm kỵ binh đặc nhiệm gồm các Sư đoàn kỵ binh 50 và 53. Các sư đoàn này vốn được tổ chức từ các phân đội kỵ binh Cossack Kuban. Bất chấp nguồn gốc Do Thái của Dovator, các chiến binh Cossack đã chấp nhận ông là người của mình và xem ông là một nhà lãnh đạo vĩ đại, kỵ sĩ tuyệt vời và bậc thầy của thanh kiếm.(Harrel.2019)
Giữa tháng 8, quân Đức tiến đến sông Mezha. Vào ngày 13 tháng 8, Dovator nhận được lệnh đột kích vào hậu phương của quân Đức và phá vỡ sự chuẩn bị cho cuộc tiến công tiếp theo của họ. Trong số hai sư đoàn gồm 4.500 quân của mình, ông chỉ lấy 3.000 quân Cossack. Nhóm này tập trung ở vùng lân cận Pozhano, Formino và Budnits. Đến giữa tháng 8, cụm kỵ binh được tập hợp tại vùng đầm lầy và rừng rậm cách Zharkovskii 20 km về phía đông, phía sau và xa hơn cánh phải của Tập đoàn quân 30. Trong suốt một tuần, các kỵ binh Cossack của Dovator liên tục thăm dò các tuyến phòng thủ của quân Đức, tìm cách xâm nhập. Cụm kỵ binh của Dovator tiến công vào hậu phương quân Đức theo đội hình phân tán, di chuyển dọc theo các con đường xe bò và đường mòn trong rừng. (Harrel. 2019) Nhờ kỵ binh trinh sát xuất sắc trong 10 ngày đã đánh tan quân Đức đã đập tan hậu phương của quân Đức. Trong thời gian này, họ đã giết hơn 2.500 quân Đức, phá hủy 200 xe và 7 xe tăng. Ngoài ra, trong cụm kỵ binh này, còn có các nghệ sĩ nổi tiếng của đoàn xiếc Moskva từ đội của Mikhail Tuganov phục vụ trong đơn vị. Là những nghệ sĩ với những kỹ năng nhà nghề, họ có ảnh hưởng lớn đến huyền thoại của quân Đức về lực lượng kỵ binh Nga trong thần thoại.
Đội kỵ binh Dovator đã gây ra một ảo tưởng và sự khiếp sợ lớn hơn nhiều đến tâm lý của quân Đức so với quân số 3.000 kỵ binh trên thực tế. Các phân đội kỵ binh Dovator thượng bất ngờ xuất kích từ các khu rừng rậm để cắt dây liên lạc, tấn công các đoàn xe tiếp tế và cô lập các đơn vị đồn trú của Đức, rồi lại biến mất trong rừng. Tháng 8 - tháng 9 năm 1941, cụm kỵ binh đã thực hiện cuộc đột kích táo bạo nhất qua các khu vực hậu cứ của quân đội Đức trong khu vực Smolensk. Cuộc đột kích nổi tiếng của Dovator vào đầu năm 1941 được tiến hành chỉ với 3.000 tay kiếm và 65 khẩu súng máy mang trên ngựa. (Harrel, 2019) Người Đức sau cuộc đột kích đã treo thưởng 100.000 mark cho cái đầu của ông.
Vì những thành tích của mình, ngày 11 tháng 9 năm 1941, ông được thăng cấp Thiếu tướng.

## Trận chiến Moskva
Ngày 20 tháng 11, cụm kỵ binh của Dovator được biên chế thành Quân đoàn kỵ binh 3, đến ngày 27 tháng 11 thì đổi tên thành Quân đoàn kỵ binh cận vệ số 2. Trong trận Moskva, chính Quân đoàn kỵ binh cận vệ số 2 đã giữ vai trò quang trong trong việc ngăn chặn đà tiến công của Đức tại Volokolamsk.
Ngày 11 tháng 12 năm 1941, quân đoàn của Dovator được tái bố trí đến khu vực Kubinka và sau một cuộc đột kích vào hậu cứ của kẻ thù, đến ngày 19 tháng 12 đã đến được sông Ruza. Dovator bất ngờ bị tử thương ở gần ngoại ô Ruza. Theo báo cáo, ông bị trúng đạn súng máy khi đang trực tiếp đi trinh sát chiến trường ở gần làng Palashkino.
Theo sắc lệnh của Đoàn Chủ tịch Xô viết Tối cao Liên Xô ngày 21 tháng 12 năm 1941, Thiếu tướng Cận vệ Lev Mikhailovich Dovator được truy tặng danh hiệu Anh hùng Liên Xô cũng như Huân chương Lenin vì lòng dũng cảm và chủ nghĩa anh hùng trong các trận chiến chống quân xâm lược Đức Quốc xã. Ông được thay quyền chỉ huy bởi Thiếu tướng Issa Pliyev, cũng là một tướng lĩnh kỵ binh lừng danh.
Di hài của Dovator được hỏa táng và được đặt tại nghĩa trang Sông Don cho đến tận năm 1959. Sau đó, bình đựng tro cốt của ông được di dời về chôn cất tại nghĩa trang Novodevichy, bên cạnh mộ của tướng Ivan Panfilov, một người bạn chiến đấu của ông. Họ đã cùng nhau ngăn bước tiến của Tập đoàn quân số 9 Đức tiến đến Moskva.
Một đài tưởng niệm đã được dựng lên gần làng Palashkino thuộc quận Ruzsky của vùng Moskva tại nơi Dovator đã hy sinh.